# Критерій плинності Друкера — Прагера

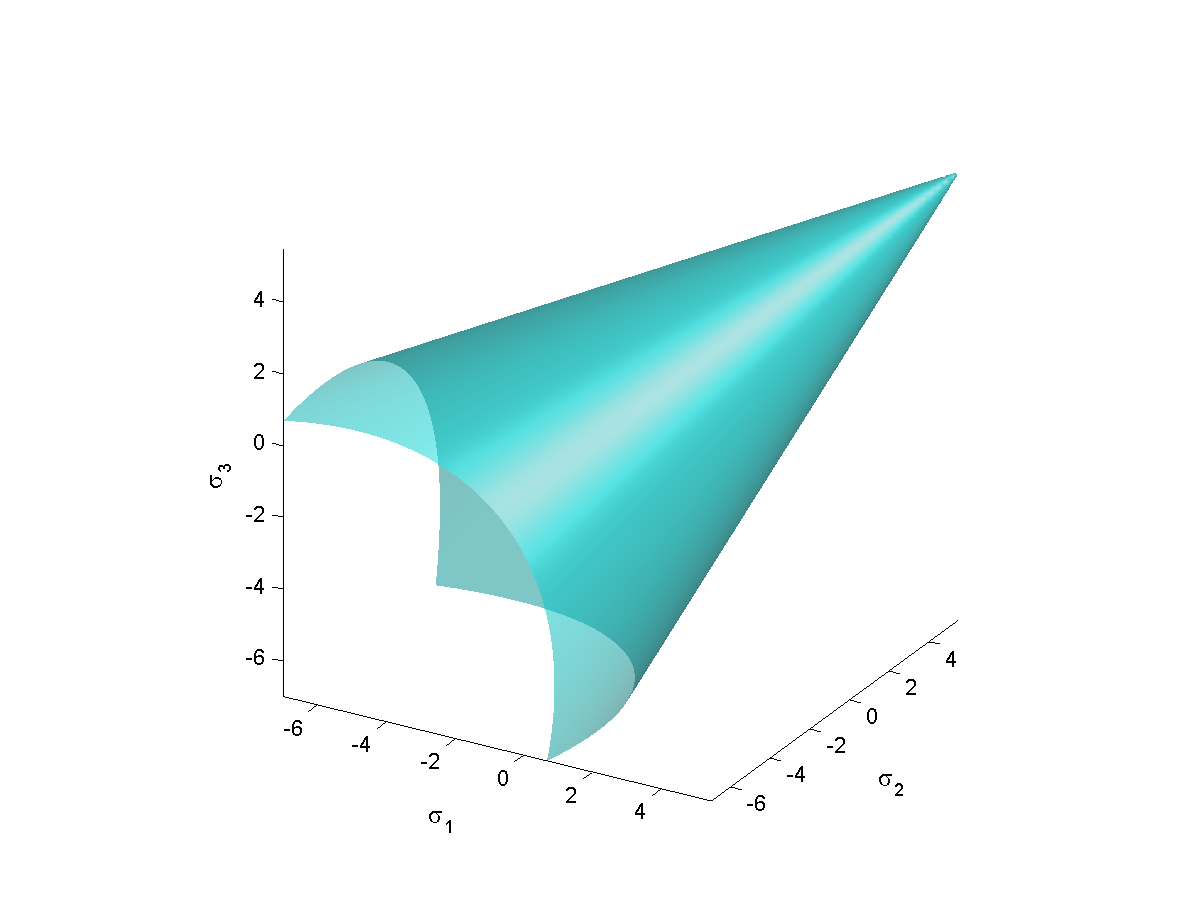
Вигляд поверхні плинності Друкера — Прагера у тривимірному просторі головних напружень для

Критерій плинності (міцності) Друкера — Прагера (англ. Drucker–Prager yield criterion) — залежна від гідростатичного тиску модель, що визначає поведінку або руйнування деяких матеріалів під впливом пластичної деформації. Даний критерій був розроблений для опису пластичних деформацій глинистих ґрунтів, також він може застосовуватися для опису руйнування скельних ґрунтів, бетону, полімерів, піни та інших матеріалів, чутливих до гідростатичного тиску.
Критерій названо іменами науковців-механіків Даніеля Друкера і Вільяма Прагера, що розробили цю модель у 1952 році.

## Формулювання
Критерій описується формулою:
{\displaystyle {\sqrt {J_{2}}}=A+B~I_{1}}
де {\displaystyle I_{1}} — перший інваріант тензора напружень, а {\displaystyle J_{2}} — другий інваріант девіатора тензора напружень. Константи {\displaystyle A,B} визначаються з експерименту.
В термінах еквівалентних напружень (або напружень за Мізесом) та напружень від гідростатичного тиску, критерій Друкера — Прагера може бути записаний як:
{\displaystyle \sigma _{e}=a+b~\sigma _{m}}
де {\displaystyle \sigma _{e}} — еквівалентне напруження, {\displaystyle \sigma _{m}} — гідростатичне напруження, і
{\displaystyle a,b} константи матеріалу. Критерій Друкера — Прагера, виражений у координатах Хейга — Вестергаарда запишеться так:
{\displaystyle {\tfrac {1}{\sqrt {2}}}\rho -{\sqrt {3}}~B\xi =A}
Поверхнею плинності Друкера — Прагера є згладженою версією поверхні плинності Мора — Кулона.

## Вирази для параметрів A і B
Модель Друкера — Прагера може бути записана в термінах головних напружень:
{\displaystyle {\sqrt {{\cfrac {1}{6}}\left[(\sigma _{1}-\sigma _{2})^{2}+(\sigma _{2}-\sigma _{3})^{2}+(\sigma _{3}-\sigma _{1})^{2}\right]}}=A+B~(\sigma _{1}+\sigma _{2}+\sigma _{3})~.}
Якщо {\displaystyle \sigma _{t}} — границя міцності при одноосному розтягу, критерій Друкера — Прагера означає:
{\displaystyle {\cfrac {1}{\sqrt {3}}}~\sigma _{t}=A+B~\sigma _{t}~.}
Якщо {\displaystyle \sigma _{c}} границя міцності при одноосному стиску, критерій Друкера — Прагера означає:
{\displaystyle {\cfrac {1}{\sqrt {3}}}~\sigma _{c}=A-B~\sigma _{c}~.}
Розв'язуючи ці два рівняння, отримаємо
{\displaystyle A={\cfrac {2}{\sqrt {3}}}~\left({\cfrac {\sigma _{c}~\sigma _{t}}{\sigma _{c}+\sigma _{t}}}\right)~;~~B={\cfrac {1}{\sqrt {3}}}~\left({\cfrac {\sigma _{t}-\sigma _{c}}{\sigma _{c}+\sigma _{t}}}\right)~.}

### Одноосний асиметричний коефіцієнт
Відміннісь значень одновісних границь плинності в умовах розтягу та в умовах стиску передбачаються моделлю Друкера–Прагера. Коефіцієнт одновісної асиметрії для моделі Друкера–Прагера становить:
{\displaystyle \beta ={\cfrac {\sigma _{\mathrm {c} }}{\sigma _{\mathrm {t} }}}={\cfrac {1-{\sqrt {3}}~B}{1+{\sqrt {3}}~B}}~.}

### Вираз в термінах кута тертя і когезії
Виходячи з того, що поверхня плинності Друкера — Прагера є згладженою версією поверхні плинності Мора — Кулона, то критерій часто виражається в термінах когезії ({\displaystyle c}) і кута внутрішнього тертя ({\displaystyle \phi }), що зазвичай використовуються в теорії Мора — Кулона. Якщо допустити, що поверхня плинності Друкера — Прагера описана навколо поверхні плинності Мора — Кулона, тоді вирази для {\displaystyle A} и {\displaystyle B} будуть такими:
{\displaystyle A={\cfrac {6~c~\cos \phi }{{\sqrt {3}}(3+\sin \phi )}}~;~~B={\cfrac {2~\sin \phi }{{\sqrt {3}}(3+\sin \phi )}}}
Якщо поверхня плинності Друкера — Прагера вписана у поверхню плинності Мора — Кулона, то
{\displaystyle A={\cfrac {6~c~\cos \phi }{{\sqrt {3}}(3-\sin \phi )}}~;~~B={\cfrac {2~\sin \phi }{{\sqrt {3}}(3-\sin \phi )}}}
| Виведення виразів для {\displaystyle A,B} у вираженні через {\displaystyle c,\phi } |
| --- |
| Виразом для критерію плинності Мора — Кулона в просторі Хейга — Вестергаарда є {\displaystyle \left[{\sqrt {3}}~\sin \left(\theta +{\tfrac {\pi }{3}}\right)-\sin \phi \cos \left(\theta +{\tfrac {\pi }{3}}\right)\right]\rho -{\sqrt {2}}\sin(\phi )\xi ={\sqrt {6}}c\cos \phi } Якщо ми припустимо, що поверхня плинності Друкера — Прагера описує поверхню плинності Мора — Кулона так, що дві поверхні збігаються при {\displaystyle \theta ={\tfrac {\pi }{3}}}, тоді в цих точках поверхня плинності Мора — Кулона може бути виражена як {\displaystyle \left[{\sqrt {3}}~\sin {\tfrac {2\pi }{3}}-\sin \phi \cos {\tfrac {2\pi }{3}}\right]\rho -{\sqrt {2}}\sin(\phi )\xi ={\sqrt {6}}c\cos \phi } або, {\displaystyle {\tfrac {1}{\sqrt {2}}}\rho -{\cfrac {2\sin \phi }{3+\sin \phi }}\xi ={\cfrac {{\sqrt {12}}c\cos \phi }{3+\sin \phi }}\qquad \qquad (1.1)} Критерій плинності Друкера — Прагера, виражений у координатах Хейга — Вестергаарда: {\displaystyle {\tfrac {1}{\sqrt {2}}}\rho -{\sqrt {3}}~B\xi =A\qquad \qquad (1.2)} Порівнявши вирази (1.1) і (1.2), отримаємо {\displaystyle A={\cfrac {{\sqrt {12}}c\cos \phi }{3+\sin \phi }}={\cfrac {6c\cos \phi }{{\sqrt {3}}(3+\sin \phi )}}~;~~B={\cfrac {2\sin \phi }{{\sqrt {3}}(3+\sin \phi )}}} Вони є виразами для {\displaystyle A,B} через {\displaystyle c,\phi }. З іншого боку, якщо поверхня Друкера — Прагера є вписаною у поверхню Мора — Кулона, то збігання двох поверхонь на {\displaystyle \theta =0} дає {\displaystyle A={\cfrac {6c\cos \phi }{{\sqrt {3}}(3-\sin \phi )}}~;~~B={\cfrac {2\sin \phi }{{\sqrt {3}}(3-\sin \phi )}}} |
| {\displaystyle \pi } · {\displaystyle c=2,\phi =20^{\circ }} |  |  | {\displaystyle \sigma _{1}-\sigma _{2}} · {\displaystyle c=2,\phi =20^{\circ }} |

## Модель Друкера— Прагера для полімерів
Модель Друкера — Прагера використовується для моделювання поведінки таких полімерів, як поліформальдегід і поліпропілен. Для поліформальдегіду критерій міцності має лінійну залежність від гідростатичного тиску. Однак, для поліпропілену спостерігається квадратична залежність від гідростатичного тиску.

## Модель Друкера— Прагера для пін
Для пін модель GAZT використовує:
{\displaystyle A=\pm {\cfrac {\sigma _{y}}{\sqrt {3}}}~;~~B=\mp {\cfrac {1}{\sqrt {3}}}~\left({\cfrac {\rho }{5~\rho _{s}}}\right)}
де {\displaystyle \sigma _{y}} — критичне напруження руйнування при розтягу або стисканні, {\displaystyle \rho } — густина піни, і {\displaystyle \rho _{s}} — густина базового матеріалу (з якого отримано піну).

## Вирази для ізотропної моделі Друкера— Прагера
Критерій Друкера — Прагера також може бути використаний в альтернативній формі запису:
{\displaystyle J_{2}=(A+B~I_{1})^{2}=a+b~I_{1}+c~I_{1}^{2}~.}

### Критерій міцності Дешпанде— Флека
Критерій міцності Дешпанде — Флека для пін має форму наведеного вище рівняння. Параметри {\displaystyle a,b,c} для критерію Дешпанда-Флека можуть бути визначені з рівнянь
{\displaystyle a=(1+\beta ^{2})~\sigma _{y}^{2}~,~~b=0~,~~c=-{\cfrac {\beta ^{2}}{3}},}
де {\displaystyle \beta } — параметр, яка визначає форму поверхні плинності, а {\displaystyle \sigma _{y}} границя міцності при розтягу або стиску.

## Критерій плинності Друкера— Прагера для умов анізотропії
Форма представлення критерію міцності Друкера — Прагера для анізотропного матеріалу збігається з критерієм міцності Лю — Хуана — Стаута. Цей критерій міцності виражений в узагальненому критерії плинності Гілла]]:
{\displaystyle {\begin{aligned}f:=&{\sqrt {F(\sigma _{22}-\sigma _{33})^{2}+G(\sigma _{33}-\sigma _{11})^{2}+H(\sigma _{11}-\sigma _{22})^{2}+2L\sigma _{23}^{2}+2M\sigma _{31}^{2}+2N\sigma _{12}^{2}}}\\&+I\sigma _{11}+J\sigma _{22}+K\sigma _{33}-1\leq 0\end{aligned}}}
Коефіцієнти {\displaystyle F,G,H,L,M,N,I,J,K} будуть:
{\displaystyle {\begin{aligned}F=&{\cfrac {1}{2}}\left[\Sigma _{2}^{2}+\Sigma _{3}^{2}-\Sigma _{1}^{2}\right]~;~~G={\cfrac {1}{2}}\left[\Sigma _{3}^{2}+\Sigma _{1}^{2}-\Sigma _{2}^{2}\right]~;~~H={\cfrac {1}{2}}\left[\Sigma _{1}^{2}+\Sigma _{2}^{2}-\Sigma _{3}^{2}\right]\\L=&{\cfrac {1}{2(\sigma _{23}^{y})^{2}}}~;~~M={\cfrac {1}{2(\sigma _{31}^{y})^{2}}}~;~~N={\cfrac {1}{2(\sigma _{12}^{y})^{2}}}\\I=&{\cfrac {\sigma _{1c}-\sigma _{1t}}{2\sigma _{1c}\sigma _{1t}}}~;~~J={\cfrac {\sigma _{2c}-\sigma _{2t}}{2\sigma _{2c}\sigma _{2t}}}~;~~K={\cfrac {\sigma _{3c}-\sigma _{3t}}{2\sigma _{3c}\sigma _{3t}}}\end{aligned}}}
де
{\displaystyle \Sigma _{1}:={\cfrac {\sigma _{1c}+\sigma _{1t}}{2\sigma _{1c}\sigma _{1t}}}~;~~\Sigma _{2}:={\cfrac {\sigma _{2c}+\sigma _{2t}}{2\sigma _{2c}\sigma _{2t}}}~;~~\Sigma _{3}:={\cfrac {\sigma _{3c}+\sigma _{3t}}{2\sigma _{3c}\sigma _{3t}}}}
і {\displaystyle \sigma _{ic},i=1,2,3} границі міцності при одноосному стиску по трьох головних напрямках анізотропії, {\displaystyle \sigma _{it},i=1,2,3} границі міцності при одноосному розтягу, і {\displaystyle \sigma _{23}^{y},\sigma _{31}^{y},\sigma _{12}^{y}} границі міцності при чистому зсуві. Вище було допущено, що значення {\displaystyle \sigma _{1c},\sigma _{2c},\sigma _{3c}} додатні, а {\displaystyle \sigma _{1t},\sigma _{2t},\sigma _{3t}} — від'ємні.

## Критерій плинності Друкера
Критерій Друкера — Прагера не повинен суперечити більш ранньому критерію Друкера, який є незалежним від гідростатичного тиску ({\displaystyle I_{1}}). Критерій Друкера запишеться у виді
{\displaystyle f:=J_{2}^{3}-\alpha ~J_{3}^{2}-k^{2}\leq 0}
де {\displaystyle J_{2}} — другий інваріант девіатора тензора напруження, {\displaystyle J_{3}} — третій інваріант девіатора тензора напруження, {\displaystyle \alpha } — константа, значення якої знаходиться у проміжку між 27/8 та 9/4 (щоб поверхня плинності була опуклою), {\displaystyle k} — константа, що змінюється залежно від {\displaystyle \alpha }. Для {\displaystyle \alpha =0}, {\displaystyle k^{2}={\cfrac {\sigma _{y}^{6}}{27}}}, де {\displaystyle \sigma _{y}} критерій міцності при одноосному розтягу.

## Анізотропний критерій Друкера
Анізотропна версія критерію плинності Друкера — критерій плинності Казаку — Барлата, що має вигляд
{\displaystyle f:=(J_{2}^{0})^{3}-\alpha ~(J_{3}^{0})^{2}-k^{2}\leq 0}
де {\displaystyle J_{2}^{0},J_{3}^{0}} — узагальнені форми девіатора тензора напруження, визначені як:
{\displaystyle {\begin{aligned}J_{2}^{0}:=&{\cfrac {1}{6}}\left[a_{1}(\sigma _{22}-\sigma _{33})^{2}+a_{2}(\sigma _{33}-\sigma _{11})^{2}+a_{3}(\sigma _{11}-\sigma _{22})^{2}\right]+a_{4}\sigma _{23}^{2}+a_{5}\sigma _{31}^{2}+a_{6}\sigma _{12}^{2}\\J_{3}^{0}:=&{\cfrac {1}{27}}\left[(b_{1}+b_{2})\sigma _{11}^{3}+(b_{3}+b_{4})\sigma _{22}^{3}+\{2(b_{1}+b_{4})-(b_{2}+b_{3})\}\sigma _{33}^{3}\right]\\&-{\cfrac {1}{9}}\left[(b_{1}\sigma _{22}+b_{2}\sigma _{33})\sigma _{11}^{2}+(b_{3}\sigma _{33}+b_{4}\sigma _{11})\sigma _{22}^{2}+\{(b_{1}-b_{2}+b_{4})\sigma _{11}+(b_{1}-b_{3}+b_{4})\sigma _{22}\}\sigma _{33}^{2}\right]\\&+{\cfrac {2}{9}}(b_{1}+b_{4})\sigma _{11}\sigma _{22}\sigma _{33}+2b_{11}\sigma _{12}\sigma _{23}\sigma _{31}\\&-{\cfrac {1}{3}}\left[\{2b_{9}\sigma _{22}-b_{8}\sigma _{33}-(2b_{9}-b_{8})\sigma _{11}\}\sigma _{31}^{2}+\{2b_{10}\sigma _{33}-b_{5}\sigma _{22}-(2b_{10}-b_{5})\sigma _{11}\}\sigma _{12}^{2}\right.\\&\qquad \qquad \left.\{(b_{6}+b_{7})\sigma _{11}-b_{6}\sigma _{22}-b_{7}\sigma _{33}\}\sigma _{23}^{2}\right]\end{aligned}}}

### Критерій плинності Казаку— Барлата для плоского напруженого стану
Для тонких металевих пластин напруження можуть розглядатися як випадок плоского напруженого стану. У цьому випадку критерій плинності Казаку-Барлата спрощується до своєї двовимірної версії:
{\displaystyle {\begin{aligned}J_{2}^{0}=&{\cfrac {1}{6}}\left[(a_{2}+a_{3})\sigma _{11}^{2}+(a_{1}+a_{3})\sigma _{22}^{2}-2a_{3}\sigma _{1}\sigma _{2}\right]+a_{6}\sigma _{12}^{2}\\J_{3}^{0}=&{\cfrac {1}{27}}\left[(b_{1}+b_{2})\sigma _{11}^{3}+(b_{3}+b_{4})\sigma _{22}^{3}\right]-{\cfrac {1}{9}}\left[b_{1}\sigma _{11}+b_{4}\sigma _{22}\right]\sigma _{11}\sigma _{22}+{\cfrac {1}{3}}\left[b_{5}\sigma _{22}+(2b_{10}-b_{5})\sigma _{11}\right]\sigma _{12}^{2}\end{aligned}}}
Для тонких металевих пластин параметри критерію плинності Казаку — Барлата можуть бути знайдені за відповідними таблицями
| Матеріал               | {\displaystyle a_{1}} | {\displaystyle a_{2}} | {\displaystyle a_{3}} | {\displaystyle a_{6}} | {\displaystyle b_{1}} | {\displaystyle b_{2}} | {\displaystyle b_{3}} | {\displaystyle b_{4}} | {\displaystyle b_{5}} | {\displaystyle b_{10}} | {\displaystyle \alpha } |
| ---------------------- | --------------------- | --------------------- | --------------------- | --------------------- | --------------------- | --------------------- | --------------------- | --------------------- | --------------------- | ---------------------- | ----------------------- |
| 6016-T4 сплав алюмінію | 0,815                 | 0,815                 | 0,334                 | 0,42                  | 0,04                  | -1,205                | -0,958                | 0,306                 | 0,153                 | -0,02                  | 1,4                     |
| 2090-T3 сплав алюмінію | 1,05                  | 0,823                 | 0,586                 | 0,96                  | 1,44                  | 0,061                 | -1,302                | -0,281                | -0,375                | 0,445                  | 1,285                   |